# Кумторкала
Кумторкала (кум. Хумторкъали) — упразднённое село в Кумторкалинском районе Дагестана, после землетрясения заново отстроено под названием Коркмаскала.

## Географическое положение
Располагалось в 4 км к юго-западу от районного центра села Коркмаскала, на правом берегу реки Шураозень у подножья бархана Сарыкум. В селе располагалась железнодорожная станция Кумъ-Торкале на линии Шамхал — Буйнакск Северо-Кавказской железной дороги.

## История
Село являлось центром небольшого кумыкского Кумторкалинского владения, полунезависимого от Шамхальства Тарковского, и образовавшегося на рубеже XVI—XVII вв. В 1613 году Кумторкалинский владетель Мамет-Хан Мурза Кумторкалинский дал присягу на верность русскому царю Михаилу Фёдоровичу.
В 1722 году, во время Персидского похода российского императора Пётра I, село было «разорено» русскими войсками. В 1742 году село было занято войсками Надир-шаха.

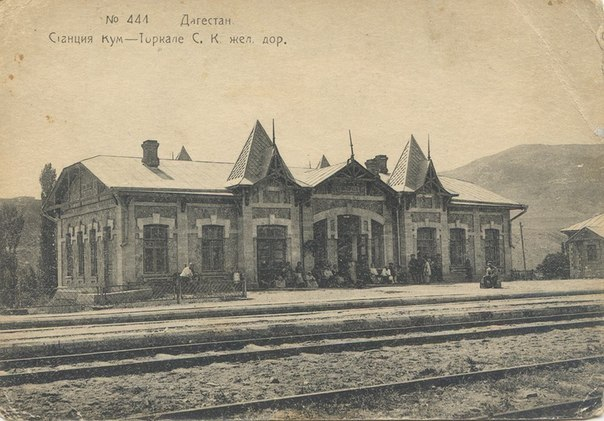
Вокзал железнодорожной станции Кум-Торкале на линии Шамахал — Буйнакск

5 ноября 1922 года близ села погибли советский революционер Сергей Дмитриевич Марков и его жена Варвара Петровна. В начале 1930-х годов в селе организован колхоз имени Маркова, который в 1965 году был преобразован в совхоз «Марковский».
С 1934 по 1944 год село — районный центр Кумторкалинского района. Полностью разрушено землетрясением в 1970 году, жители переселены во вновь построенный посёлок Коркмаскала.

## Население
| 1869  | 1888  | 1895  | 1908  | 1926  | 1939  | 1959  |
| ----- | ----- | ----- | ----- | ----- | ----- | ----- |
| 1521  | ↗1959 | ↗2030 | ↗2406 | ↘2060 | ↗2396 | ↘1897 |
| 1970  |       |       |       |       |       |       |
| ↘1883 |       |       |       |       |       |       |

По переписи 1926 года в селе Кумторкала проживало 2060 человек (1028 мужчины и 1032 женщины), из которых: кумыки — 98 %. По переписи 1939 года в селе проживало 2396 человек, из которых: кумыки — 88,6 %, русские — 5 %, аварцы — 1,8 %.

## Уроженцы
- Д. А. Коркмасов — общественно-государственный деятель, дипломат и журналист, первый председатель СНК ДАССР.
- Тахтаров, Адильгирей — советский хозяйственный, государственный и политический деятель.